# ضريح (تالا)
ضريح كبير من طابقين (تالا) هو معلم أثري تونسي مصنف من قبل المعهد الوطني للتراث يقع في ولاية القصرين في الشمال الغربي التونسي، تحديدا في مدينة تالا تم تصنيف المعلم في يوم 26 جانفي 1893.

## مقالات ذات صلة
- قائمة المعالم الأثرية المصنفة في تونس